# ドナルド・トランプ暗殺未遂事件
ドナルド・トランプ暗殺未遂事件（ドナルド・トランプあんさつみすいじけん、英語: Attempted assassination of Donald Trump）は、2024年7月13日（日本時間14日）に、アメリカ合衆国の前大統領で2024年大統領選挙の共和党の指名候補者のドナルド・トランプが、ペンシルベニア州バトラー近郊での選挙集会中に銃撃された事件である。
トーマス・マシュー・クルックス（当時20歳、ペンシルベニア州ベセル・パーク出身）が演説台から約120メートル離れた建物の屋上からAR-15型ライフルで8発発砲してトランプを含む4人を死傷させ、自身もシークレットサービスの対襲撃部隊に所属する狙撃手に射殺された。このときトランプは右耳に弾丸を受け貫通し、負傷したがシークレットサービスのエージェントに守られ退場し、病院に搬送されたが命に別状はなく退院し、事件から2日後にウィスコンシン州ミルウォーキーで開催された2024年共和党全国大会で公の場に初めて姿を現した。
トランプが退場するときに撮影された写真（トランプが拳を振り上げる写真）がSNSで拡散され大きな話題となった一方、シークレットサービス長官のキンバリー・チートルは警備の不備に対する批判を受けて辞任に追い込まれた。大統領のジョー・バイデンは、集会警備に関する独立した調査を命じたほか、暴力を非難し、過激な政治的言説の削減や政治的意見の相違の平和的解決の重要性を強調した。事件後、SNS上で誤報や偽情報、陰謀論が急速に広まり、議員たちも選挙の主要候補者に対する警護強化を求める事態となった。

## 事件発生

発砲が発生した時点での位置関係を指すマップ。トーマス・マシュー・クルックスは赤、トランプが黒、クルックスを射殺したシークレット・サービスが青である。

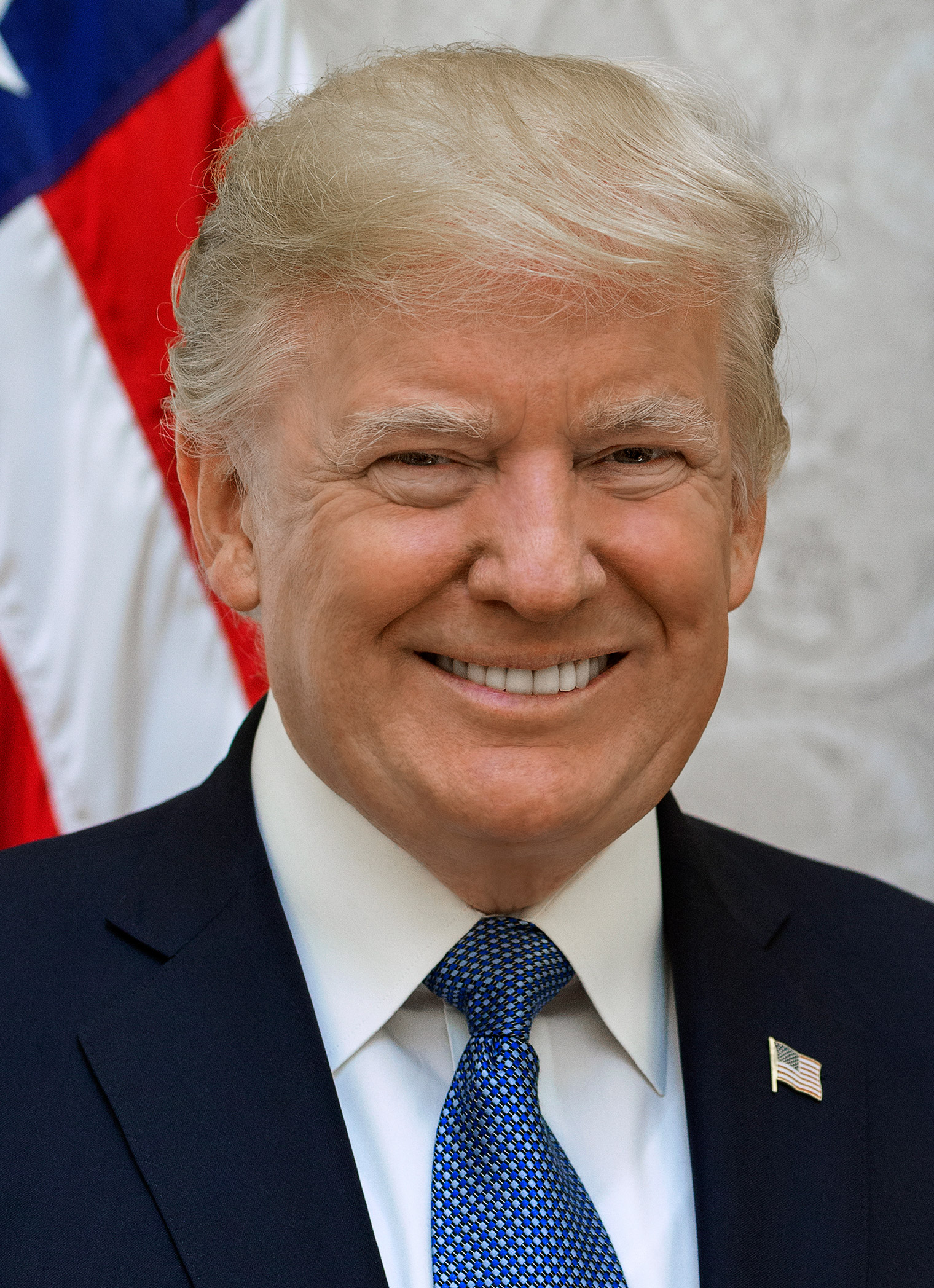
銃撃を受けたドナルド・トランプ

2024年7月13日、ペンシルベニア州のバトラーで開かれた共和党の選挙集会で、トランプは予定より1時間遅れて登場した。
トランプが不法移民に関する数値を紹介した会場のスクリーンを確認するため、わずかに右を向いた瞬間の18時11分33秒（東部夏時間）、突如複数回の発砲音が響き、トランプは右耳上部を手で押さえると、その場にしゃがみこんだ。銃撃の直後に、シークレットサービスは即座に壇上に駆け上がってトランプを取り囲んだ。トランプは右耳から血を流しながら立ち上がり、少しの間呆然とした後に群衆に向かって拳を突き上げ「Fight（戦え）！」と繰り返し叫び、シークレットサービスに囲まれながら車まで退避した。
銃撃の3秒後にシークレットサービスが犯人であるクルックスを確認して撃ち返し射殺した。CNNの報道によれば、犯人は集会会場のすぐ外にいて、建物の屋上から何発も発砲し、シークレットサービスのカウンタースナイパー部隊及び対襲撃部隊によって殺害された。
シークレットサービスの広報担当者は、トランプの「無事」を確認した。選挙陣営のスポークスマン、スティーブ・チャンによると、トランプはその後すぐに地元の医療施設で診察を受け、スティーブンも「大丈夫」であることを確認した 。トランプの警護を担当していたシークレットサービスの広報担当者はXにて「7月13日夜、ペンシルベニア州のトランプの集会で事件が発生した。シークレットサービスは保護措置を実施し、前大統領は無事だ。シークレットサービスが調査中で、さらなる情報が入手でき次第、発表する」とのポストを投稿した。
BBCはFBIが14日未明、容疑者の名前をペンシルヴェニア州ベセル・パーク在住の20歳男性、「トーマス・マシュー・クルックス」と発表した、とした。ベセル・パークは、事件現場のバトラーから約70キロ離れている。ABCニュースは警察当局筋の話として、犯人はトランプが演説していたステージから200〜300ヤード（約180〜280メートル）離れたビルの屋上からAR型ライフルで8発の弾丸を発砲し、その直後にシークレットサービスの隊員によって射殺されたとしている。銃撃犯は集会の警備境界線の外にいたため、セキュリティ検査を受けていなかった。シークレットサービスによれば、暗殺未遂に使用されたのはAR15型のライフル銃だったという。なお、クルックスは共和党員として有権者登録されているという。
トランプの陣営は11月の大統領選に向けた選挙運動を継続する方針を明らかにした。トランプが銃撃を受けながらも無事だったことを受け、支持者の間で「神に選ばれた人物」としての神格化が進んでいるという現象が見られた。

## 犠牲者

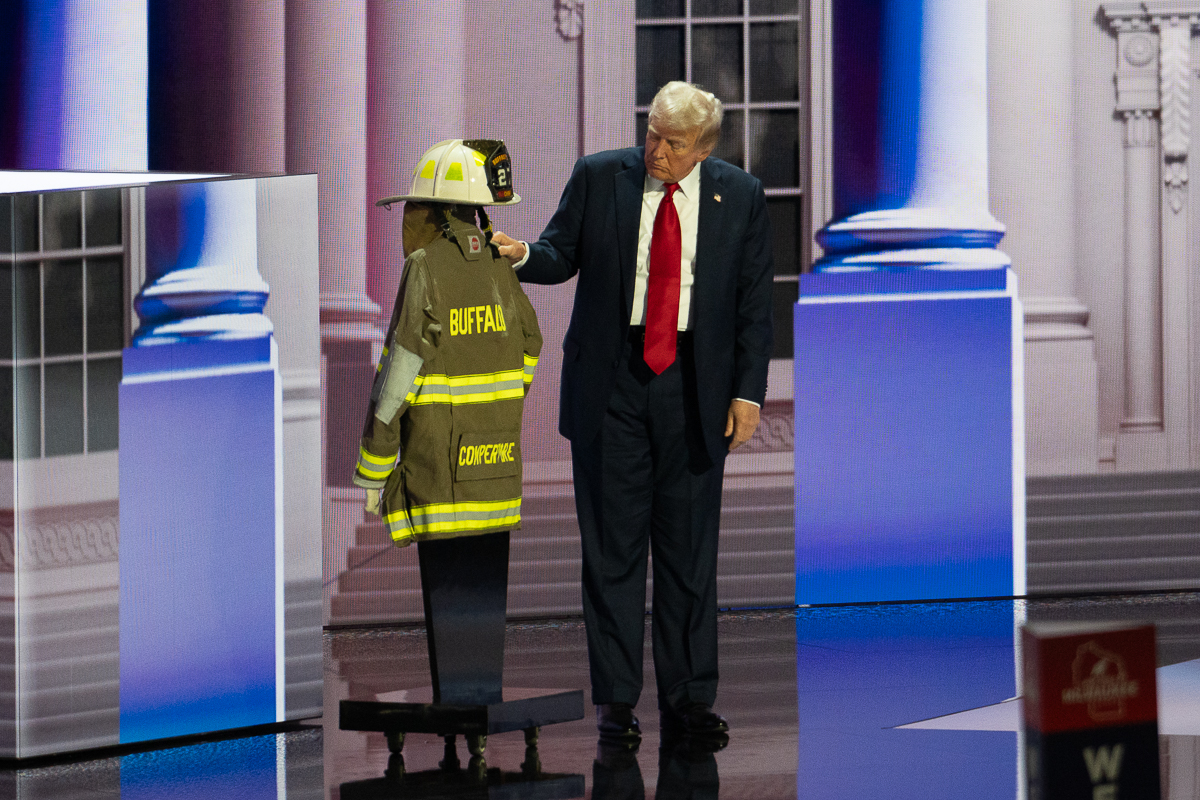
7月18日に行われた2024年共和党全国大会で、コンペラトーレの消防服の横に立つトランプ

トランプが右耳に軽傷を負った以外に、1人が死亡、2人が重体となった。ペンシルベニア州サーバーのコーリー・コンペラトーレ（50歳）は、妻と2人の娘を銃撃から守ろうとして死亡した。コンペラトーレはプロジェクトおよびツールエンジニアとして働き、バッファロー郡のボランティア消防団の元団長でもあった。
他の観客2人も銃撃を受け重傷を負ったが、いずれも翌日には容態が安定していた。トランプのすぐ近くにいた4人の警察官は、弾丸が近くの物体に当たった際に飛び散った破片で軽傷を負った。
コンペラトーレの友人がクラウドファンディングで遺族への支援を呼びかけたところ、14日昼までに目標の7000ドルを大幅に超える約20万ドル（約3150万円）が集まった。
トランプ陣営は、集会での負傷者や死亡者のためにGoFundMeで募金活動を行い、7月14日までに200万ドル以上を集めた。7月18日、共和党全国大会でのトランプの演説中、コンペラトーレの消防服（名前のスペルミスあり）が舞台に持ち込まれ、トランプはコンペラトーレのヘルメットにキスをした。コンペラトーレの葬儀は翌日の7月19日に執り行われ、遺体は彼が生前使用していた消防車に乗せられて運ばれた。

## 犯人
暗殺未遂事件の犯人であるトーマス・マシュー・クルックス（英: Thomas Matthew Crooks）は2003年9月20日に生まれ、銃撃した時はアレゲニー・コミュニティ・カレッジの大学生であった。クラスメイトによると賢かったが、いじめを受けていたことがわかっている。
銃撃に使われたのはAR-15型ライフルで、2013年に父親がチェーン店で購入したものだった。この半自動ライフルは、アメリカの銃乱射事件において頻繁に使用される凶器として知られている。クルックスは地域の射撃クラブに所属しており、事件当日は射撃場に行きたいと言って父親から銃を借りた。また当日は、射撃をテーマにした人気YouTubeチャンネルのロゴが入ったTシャツを着ていた。
動機は確定しておらず、現在も捜査中である。クルックスの政治的見解に関する情報は、矛盾している。政治的思想は右翼寄りで、共和党の党員であった。その一方、民主党や進歩的組織が利用する寄付プラットフォーム「ActBlue」を通じて、リベラル派の投票率向上団体「Progressive Turnout Project」に15ドルの寄付を行っていた。そのほか、前科はなく、兵役経験もないと発表されている。
銃撃事件後、FBIは「犯人に関係すると思われる」SNSアカウントを発見し、そこには2019年から2020年にかけて約700件のコメントが投稿されていた。投稿内容に関する見解や報道は現在、一致していない。GabのCEOであるアンドリュー・トーバは、FBIがGabに開示請求した投稿は、「バイデン大統領の移民政策を支持するもの」であったと述べている。一方、FBI長官の公式声明によると、投稿内容は、反ユダヤ主義、反移民、政治的暴力を信奉する極端な内容だったとされる。他のネット上の活動には、ケネディ大統領暗殺事件や2021年のオックスフォード高校銃乱射事件に関する検索、バイデンや他の主要政治家やそのイベントに関する検索が含まれていた。

## 事件後
トランプは銃撃直後にバトラー記念病院に搬送され、診察を受けた。シークレットサービスの報道官は、トランプの安全を確認した。具体的な治療内容は公表されなかったが、トランプの車列は現地時間午後9時30分頃に病院を出発し、ピッツバーグ国際空港に向かった。7月14日未明、トランプはニュージャージー州のニューアーク・リバティー国際空港に到着し、その後トランプ・ナショナル・ゴルフクラブ・ベッドミンスターで一夜を過ごした。この事件を受けて、トランプタワーと共和党全国委員会（RNC）の警備が強化された。

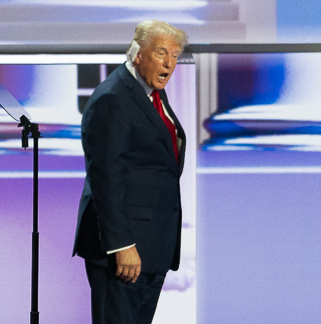
7月15日、2024年共和党全国大会に右耳を包帯で覆って出席した

7月15日の共和党全国大会（RNC）において、トランプは右耳全体を包帯で覆って出席した。これを受けて、RNCの複数の参加者が偽の耳包帯を着用し始めた。共和党のストラテジストは、ワシントン・ポスト紙に、これは「ミーム化された政治的瞬間における連帯を示すもの」であると語った。この流行は、アリゾナ州の代議員ジョー・ネグリアが始めたとされている。
銃撃事件後、トランプのメディア・テクノロジー関連企業の株価が大幅に上昇した。トランプ・メディア・アンド・テクノロジー・グループの株価は31%上昇し、時価総額は77億ドルに達した。また、トランプの大統領再選で利益を得る可能性のある企業、特に暗号通貨関連企業や銃器メーカーの株価も上昇した。Coinbaseやビットコイン採掘業者のライオット・プラットフォームズ、マラソン・デジタルなどの暗号通貨関連企業の株価は11%から18%上昇した。保守層に人気の動画共有プラットフォーム、Rumbleの株価も21%上昇した。これらの株価上昇は、トランプの次期大統領選挙での勝利の可能性に対する投資家の信頼感の高まりを反映している。

### 捜査
アメリカ合衆国シークレットサービスは司法省、連邦捜査局、アルコール・タバコ・火器及び爆発物取締局と共同で捜査を主導している。この事件は暗殺未遂事件として捜査されている。

### 警備体制への批判
今事件を受けて、アメリカ合衆国シークレットサービス長官のキンバリー・チートルは、「過去数十年で最大の失敗」であったことを認め引責辞任すると発表した。
共和党系の有力政治家や政府関係者の何人かは、バイデン政権によるDEI（多様性・公平性・包括性）雇用がシークレットサービスの訓練を危うくしたと主張した。特にシークレットサービスのキンバリー・チートル長官と、トランプの警護に当たっていた女性捜査官は、捜査官の1人が武器をホルスターに戻すのに苦労し、トランプの後ろにしゃがみ込んだ様子を捉えたビデオが公開された後、厳しい目にさらされた。トランプは、ステージからエスコートされて退場する際に彼をかばった女性エージェントを擁護する発言をし、彼女の勇敢さを称賛した。
2025年7月、シークレットサービスは今回の暗殺未遂事件が運営上の失敗であったとして、職員6人を停職処分とし、10日から42日間の無給休暇といった罰則を下したことを認めた。

### 写真
AP通信の写真家エヴァン・ヴッチが撮影した、トランプが拳を振り上げ、シークレットサービスに囲まれ、背後にアメリカ国旗がある写真が大きな称賛を受けた。この写真はソーシャルメディアやテレビで急速に拡散され、トランプの支持者や共和党の議員たちによって広く共有された。この写真は、強さ、回復力、愛国心、ドナルド・トランプ自身、アメリカ合衆国、そして現在進行中の文化戦争を象徴するものと見なされた。トランプの会社は、この写真をプリントした299ドルの高級スニーカー「ファイト・ファイト・ファイト・ハイトップ」を限定発売した。事件後すぐに、この写真を許可なく使用したTシャツが販売され、共和党全国大会の会場でも販売された。
また、ニューヨーク・タイムズの写真家ダグ・ミルズが撮影した、トランプの後ろを銃弾が通過する様子を捉えた写真も話題になった。

## 余波
テレビ広告の一時停止
BBCは、バイデン陣営の選対関係者の話として、選挙運動のすべての発信を一時停止し、テレビ広告の取り下げも早急に進めていると報じた。
ドラマ番組の題名変更
Amazon.comは2024年7月18日からAmazon Prime Videoにて配信公開したドラマシリーズ『ザ・ボーイズ』最新エピソードの題名について、当初は「Assassination Run」（暗殺実行）としていたが、「Season Four Finale」（シーズン4 フィナーレ）に変更した。また、このエピソードについて、Amazon MGMスタジオ並びにソニー・ピクチャーズ・テレビジョンなどは本事件とは無関係である旨の声明を出した。

## 事件についての反応
この事件は、1981年にロナルド・レーガンが銃撃されて以来（レーガン大統領暗殺未遂事件）、米国大統領または大統領候補に対する最も深刻な暗殺未遂だった。政治学者、歴史家、多くの民主党および共和党の政治家たちは、この銃撃を米国の政治的分極化の結果と指摘した。この銃撃事件は、ソーシャルメディアでトランプへの広範な同情を引き起こし、国内外の政治家たちは緊張緩和を呼びかけ、暗殺未遂を非難した。

### 国内

#### ドナルド・トランプ
安全が確認された直後、トランプは自身のSNSプラットフォーム「Truth Social」で声明を発表し、自身の体験を語り、法執行機関とシークレットサービスに感謝の意を表し、犠牲者と負傷者の家族に哀悼の意を示した。
アメリカ合衆国シークレットサービスと全ての法執行機関に、バトラー（ペンシルベニア州）での銃撃事件への迅速な対応に感謝します。特に、集会で亡くなった方のご家族と重傷を負った方のご家族にお悔やみを申し上げます。このような事件が我が国で起こるとは信じられません。射手については何も分かっておらず、既に死亡しています。私は右耳の上部を弾丸が貫通し、すぐに異常を感じました。弾丸が皮膚を裂く感覚と大量の出血があり、何が起こったか理解しました。アメリカに神のご加護を！—ドナルド・トランプ
ジョー・バイデン
大統領のジョー・バイデンは、銃撃事件を受けて次のように述べた。「このような暴力がアメリカに存在する余地はない。病んでいる。病んでいる。だからこそ、この国を団結させなければならない理由の一つだ。全員がこれを非難しなければならない」。また、別の声明でトランプが無事であることに感謝の意を表した。バイデンは、コペラトーレの行動を称賛し、彼の家族への哀悼の意を示した。事件当日の夜、バイデンとトランプは会話を交わした。7月14日、バイデンはトランプの集会の警備に対する独立調査を命じ、政治的暴力に警告を発した。
彼が無事で元気だと聞いて感謝している。続報を待ちながら、私は彼と彼の家族、そして集会に参加していたすべての人々のために祈っている。
大統領のジョー・バイデンはこの事件についての説明を受け、事件後すぐの緊急会見で次のように述べ、事件を非難した。
わたしの知るかぎり、トランプ氏は元気だ。まもなく彼と話をする予定だ。現在、徹底的に捜査が行われている。アメリカにはこのような暴力はふさわしくなく、不快だ。このようなことを許してはならない。トランプ氏の集会は何の問題が起きることもなく平和裏に行われるべきだった。アメリカにおいてこのような政治的な暴力は前代未聞であり、不適切だ—ジョー・バイデン
また事件発生の翌日、国民に冷静を求める演説を約6分半に渡って、ホワイトハウスの大統領執務室から行った。バイデン氏がホワイトハウスの大統領執務室から国民に向けて演説するのは、就任以来3回目。執務室からの演説は、特に深刻な事態について大統領が国民に語りかける際にのみ行われるのが通例となっている。
昨日ペンシルヴェニアの集会で起きたドナルド・トランプへの銃撃は、一歩引いて落ち着くように私たち全員に呼びかけるものだ。この国の政治の温度を下げる必要がある。

（事件について）まだ動機が分かっていない。（容疑者の）意見や所属が分かっていない。誰かの協力や支援を受けていたのか、誰かと連絡を取り合っていたのかどうか、まだ分かっていない。暴力は決して回答にならない。
このような暴力はアメリカにあってはならならない。どのような暴力も絶対にあってはならない。
この国の政治的発言は熱くなりすぎている。温度を下げる必要がある。アメリカでは私たちは意見の違いは投票によって解決する、銃弾によってではない。

アメリカを変える力は常に、国民の手にあるべきだ。暗殺者になろうとする者の手ではない。どれだけ強い信念を抱いているとしても、決して暴力に訴えてはならない。—ジョー・バイデン
元大統領
元大統領のジョージ・W・ブッシュは、この銃撃を「卑劣」と呼び、シークレットサービスの対応を称賛した。元大統領のバラク・オバマとビル・クリントン、そして2016年の大統領選挙でトランプの対立候補だった元国務長官ヒラリー・クリントンも、この攻撃を非難し、トランプの迅速な回復を願った。トランプ政権下（2017年-2021年）で副大統領を務め、2024年共和党大統領予備選挙でトランプと対立候補となったマイク・ペンスは声明を発表し、「カレンと私は、トランプ大統領が昨日の暗殺未遂から無事で回復中であることを神に感謝します」と述べ、シークレットサービスの迅速な対応を称賛し、「間違いなく多くの命を救った」と評価した。さらに、「アメリカには政治的暴力の居場所はなく、普遍的に非難されるべきです」と付け加えた。元大統領ジミー・カーターが設立したカーターセンターは、この攻撃を非難し、アメリカ国民に「礼儀を尊重すること」を呼びかけた。
議員
共和党上院議員（副大統領候補）のJ・D・ヴァンスは、バイデン陣営のレトリックが事件を導いたと批判した。上院議員のティム・スコットは「急進左派とメディア」の言動を非難した。下院議員のスティーブ・スカリースは、民主党指導部が「ばかげたヒステリー」を煽ったと述べ、「扇動的なレトリック」の停止を求めた。下院議員のマイク・コリンズは、バイデンを暗殺扇動で起訴するよう求めた。下院議員のマージョリー・テイラー・グリーンは、トランプを含む有罪判決を受けた重罪犯からシークレットサービスの警護を剥奪する法案を提出した下院議員のベニー・トンプソンを批判した。
民主党下院議員のマーク・ポーカンは、事件の責任を民主党に帰そうとする共和党関係者の主張を、「政治的暴力を助長する無意味なレトリックの継続」と非難した。上院議員のティム・ケインは、アメリカにおける銃暴力の問題を直視し、根本的な解決策を模索する必要性を強調した。ミシガン州知事のグレッチェン・ホイットマーは、政治的対話の温度を下げることを呼びかけ、国民に共通点に焦点を当てるよう訴えた。ペンシルベニア州知事のジョシュ・シャピロは、政治的な意見の違いが暴力に発展することがあってはならないと強調した。副大統領のカマラ・ハリスは、暴力はアメリカにふさわしくないと強調し、トランプの無事を祈る声明を発表した。その他、元下院議長のナンシー・ペロシや上院議員のチャック・シューマー、上院議員のバーニー・サンダース、カリフォルニア州知事のギャビン・ニューサムなどが、この暴力を強く非難した。
有名人
イーロン・マスクは銃撃事件後、Xにトランプへの支持を投稿し、初めて公に支持を表明した。1981年にロナルド・レーガン大統領の暗殺を企てたジョン・ヒンクリーは、「暴力は解決策ではない」と述べた。2018年にフロリダ州パークランドで発生した学校銃乱射事件を生き延び、「命のための行進」を共同設立したデイビッド・ホッグは、共和党議員が厳格な銃規制法の成立を拒んできたことが、全米の人々を銃暴力に対して脆弱にしていると批判した。
トランプ批判者として知られる俳優のマーク・ハミルは、トランプの右耳の大きな包帯について「馬鹿デカい」と揶揄する発言をXに投稿し、ネット上で多くの批判を受けた。カイル・ガスは、テネイシャスDの公演中にジャック・ブラックから誕生日の願い事を聞かれて「次はトランプを外すな」と発言したことで炎上し、ツアーが中止になった。ブラックは、ガスの発言について「ヘイトスピーチや政治的暴力はいかなる形であれ容認しない」とコメントした。下院議員ベニー・トンプソンのスタッフだったジャクリーン・マルソーは、「暴力は許さないが、次は失敗しないように射撃のレッスンを受けてくれ」というソーシャルメディアへの投稿後に解雇された。

### 国際社会
多くの国家元首や政府首脳、国際機関の代表者が銃撃事件を非難し、トランプへの見舞いの言葉を述べた。
カナダ首相のジャスティン・トルドーは、トランプに対する襲撃に「胸が痛む」と述べ、「私の思いはトランプ元大統領、イベント参加者、そして全てのアメリカ国民と共にある」と付け加えた。イギリス首相のキア・スターマーは、この襲撃を非難し、「政治的暴力は我々の社会に居場所がない」と強調した。バッキンガム宮殿は、チャールズ3世が襲撃未遂後にトランプに手紙を書いたことを確認した。スコットランド首相のジョン・スウィニーもこの事件を非難した。
インド首相のナレンドラ・モディは「政治や民主主義に暴力の居場所はない」と述べ、トランプの早期回復を願った。オーストラリア首相のアンソニー・アルバニージーは「民主的プロセスに暴力の余地はない」と事件を非難し、トランプの無事を知り安堵したと付け加えた。ニュージーランド首相のクリストファー・ラクソンは事件に衝撃を受けたと述べ、「いかなる国もこのような政治的暴力に遭遇すべきではない」と強調した。
ドイツ首相のオラフ・ショルツは、トランプへの銃撃を「民主主義への攻撃」と非難し、トランプの迅速な回復を願った。他に銃撃を非難した欧州の指導者には、フランスのエマニュエル・マクロン、ハンガリーのヴィクトル・オルバン、アイルランドのサイモン・ハリス、イタリアのジョルジャ・メローニ、ルクセンブルクのリュック・フリーデン、ウクライナのウォロディミル・ゼレンスキーが含まれる。イスラエル首相のベンヤミン・ネタニヤフも銃撃を非難し、民主主義への攻撃だと述べた。
日本の内閣総理大臣岸田文雄は、自身のXにて「民主主義に挑戦する暴力には毅然と立ち向かわなければなりません。トランプ前大統領の一刻も早い回復をお祈りしています」と投稿した。中国外務省は14日午後、ホームページで「中国はトランプ前大統領の銃撃事件を注視している。習近平国家主席がトランプ前大統領にお見舞いの意を伝えた」と発表した。
NATO事務総長のイェンス・ストルテンベルグは、トランプへの攻撃を非難し、早期回復を祈った。国連事務総長のアントニオ・グテーレスもこの攻撃を政治的暴力だとして非難した。欧州委員会委員長のウルズラ・フォン・デア・ライエンは、集会での出来事に深い衝撃を受け、亡くなった観客コーリー・コンペラトーレの家族に哀悼の意を表した。
ロシア大統領府報道官のドミトリー・ペスコフは、この事件を非難しつつ、バイデン政権がトランプを政界から排除しようとする試みの中で、この襲撃を誘発するような雰囲気を作り出したと主張した。キューバは、米国の軍需産業と政治的暴力の増加を非難した。ジョージア首相のイラクリ・コバヒゼらは、この攻撃の責任を「グローバル戦争党」に帰した。これは、西側世界に影響を及ぼす謎の国際組織が存在するという、与党「グルジアの夢＝民主グルジア」の陰謀論である。

### インターネット
この注目を集めた出来事は、インターネットユーザーから多くのコメントを集めた。特にX（旧Twitter）では多くの活動が見られ、事件に関する投稿は最初の1時間で数百万回閲覧された。「トランプ」がトップトレンドとなり、22万8千以上の投稿があった。あるライブストリームには数十万人の視聴者がいた。Xでの大規模な投稿に加え、4chan、TikTok、Reddit、Metaが所有するInstagramやThreadsでも議論された。トランプ支持者のウェブサイトpatriots.win、Telegramでも同様の活動が見られ、後者では一部の極右グループが投稿の大量削除を行った。極右団体や一部のトランプ支持者は、オンライン上で過激な発言や報復を呼びかける投稿を行っていた。
多くの投稿がこの事件について議論し、詳細を探ろうとした。主な話題は、警備体制、責任の所在、使用された武器、そして政治家やメディアの言葉が事件に影響を与えたかどうかだった。事件直後には多くの未確認情報や推測が飛び交い、犯人の特定が試みられた。これらの情報の多くは後に誤りであることが判明し、中にはジョークや意図的なデマもあった。誤報や陰謀論は日本にも波及し、「安倍晋三元首相の声を聞いて顔をそらした」という英語のジョークが翻訳され、SNS上で広く拡散されたた。日本で他に広く拡散された誤報には、「テレ朝で『トランプ陣営の自作自演の可能性』と発言」「犯人はウクライナ応援Tシャツを着ていた」などがある。
インターネット上では、左翼ユーザー、右翼ユーザー、そしてボットを含む一部の人々が、この銃撃が仕組まれたと示唆したり主張したりしていた。そして、銃撃直後には「トランプ」と「演出された（staged）」という言葉が一時的にトレンドになった。しかし、これを裏付ける証拠は一切出てこなかった。一部の誤った情報は、初期のメディア報道に基づいて広まったが、後の報道によって訂正された。例えば、トランプが弾丸によって破壊されたテレプロンプターのガラス片で負傷したという主張があったが、実際にはテレプロンプターは無傷だった。

### 誤報と陰謀論
暗殺未遂に関する誤報や偽情報、陰謀説がSNS上で広まった。MITの誤情報専門家アダム・ベリンスキーは、この現象をアメリカの政治的分断の反映と説明し、作家のコリン・ディッキーは、アメリカが長年にわたり陰謀論を愛してきたことが原因だと述べた。AP通信は、銃撃事件に関する2つの競合するネット上の陰謀論「トランプによる自作自演説」と「バイデンによる仕組まれた説」を「アメリカの2極化した政治の両端にある」と表現した。銃乱射事件の2日後にモーニング・コンサルトが行った世論調査によると、アメリカ人の5分の1が事件は演出であると考え、バイデン支持者の3分の1、トランプ支持者の8分の1ががそう信じていた。また、責任の所在については、29％がバイデンにあるとした。一方で38%がトランプ自身にあるとし、トランプがアメリカ政治における暴力の増加を作り出したと述べた。この調査結果は、アメリカの政治的分断と陰謀論の広がりを示す一例として注目された。
左派のSNSユーザーは、「偽旗作戦（false flag）」だとする陰謀論を投稿した。これには、銃撃とトランプの血は偽装されたものである、クライシスアクターが使われた、死亡した犠牲者が「リアルに見せるための生贄」である、トランプの選挙勝利の可能性を高めるために行われた、トランプのイメージを向上させるために共和党が仕組んだもの、などの根拠のない主張が含まれていた。一部のメディアは、民主党側の陰謀論を、従来の極右陰謀論「Qアノン」と民主党の党カラーの青色にちなんで、「ブルーアノン」と呼んだ。
右派の陰謀論では、銃撃が「著名なアンティファ活動家」によるものだとする投稿や、政府機関のFBIやCDCが仕組んだという投稿、犯人がユダヤ人やトランスジェンダーであるとする投稿が拡散された。SNS上では、無関係なトランス女性の写真が犯人のものだと主張された。一部のSNSユーザーは、シークレットサービスが前大統領を排除する陰謀の一端を担っているという主張を広めた。この根拠のない主張は広報担当者によって否定されたが、イーロン・マスクも同調し、Xで陰謀論を助長する投稿をした。多くのトランプ支持者は、事件がトランプの再選を阻止するためのディープステート（闇の政府）の陰謀だと主張した。
共和党の議員たちは、バイデンや民主党がトランプを民主主義の脅威として描写することが暴力を煽っていると主張した。下院議員のマイク・コリンズは、バイデンが同月はじめに発した発言を批判した。バイデンは、7月8日に献金者との私的な電話会談で「私の仕事は1つ、ドナルド・トランプを倒すことだ...トランプをブルズアイ（標的の中心）にする時がきた」と発言していた。バイデンは後にこの発言について謝罪し、「この言葉を使ったのは間違いだった。私は『十字線（照準）』とは言わなかった。ブルズアイはトランプに集中する、彼が何をしているかに焦点を当てる、という意味だった」と述べた。テキサス州議員のキース・セルフは、この発言が暴力を煽ったと非難した。マイク・コリンズ下院議員は「バイデンが銃撃事件の命令を出した」と根拠のない主張をした。マージョリー・テイラー・グリーン下院議員は、「邪悪な民主党がトランプ大統領を暗殺しようとした」「私達は善と悪の戦いの中にいる。民主党は小児性愛者の党であり、罪のない胎児を殺害し、暴力を振るい、血みどろで無意味な果てしない戦いをしている」とXに投稿した。ロイター通信は、「トランプ支持者の多くが民主党に責任をなすりつけ、政治的暴力が歴史的な高まりを見せる中、誰がアメリカの激しい政治的な暴言を煽ってきたかについて責任転嫁を始めた」と報じた。ニューヨーク・タイムズによると、バイデンが銃撃を仕組んだという主張は「おそらく最も支配的な」陰謀論だった。戦略対話研究所は、これを「虚偽の主張の大規模なオンライン拡散」の一部と表現した。
銃撃事件の数日後、投資会社ブラックロックに関する陰謀論が、過去の陰謀論の延長として、暗号通貨推進者によって広められた。この陰謀論は、犯人が2022年に彼の高校で撮影されたブラックロックの広告に映っていたことがきっかけで生まれた。この広告動画の存在を明らかにした投稿は、1日足らずで1700万回以上閲覧され、その後、動画は同社によって削除された。複数の反ユダヤ的な陰謀論も広がり、イスラエルやシオニスト、モサドが関与しているという根拠のない主張が広まった。

## 二度目の暗殺未遂事件
事件からおよそ2か月後の同年9月15日、フロリダ州パームピーチ郡のゴルフ場でゴルフをプレーをしていたトランプから約275～455メートル離れた場所にある茂みの間でライフル銃を構えている男をシークレットサービスが発見。シークレットサービスが狙撃を阻止するために先に発砲すると男はすぐに逃げ出し、止めてあった車に乗って逃走するが、すぐに逮捕された。容疑者はノースカロライナ州ギルフォード郡出身でハワイ在住の58歳の男ライアン・ウェスリー・ラウスで、発見の12時間以上前から待ち伏せていた模様。